# Ulrich Kons
Ulrich Kons (3 de febrero de 1955) es un deportista de la RDA que compitió en remo.
Participó en los Juegos Olímpicos de Moscú 1980, obteniendo una medalla de oro en la prueba de ocho con timonel. Ganó dos medallas de oro en el Campeonato Mundial de Remo, en los años 1977 y 1982.

## Palmarés internacional
| Juegos Olímpicos   | Juegos Olímpicos         | Juegos Olímpicos | Juegos Olímpicos   |
| Año                | Lugar                    | Medalla          | Prueba             |
| ------------------ | ------------------------ | ---------------- | ------------------ |
| 1980               | Moscú (URSS)             | Medalla de oro   | Ocho con timonel   |
| Campeonato Mundial |                          |                  |                    |
| Año                | Lugar                    | Medalla          | Prueba             |
| 1977               | Ámsterdam (Países Bajos) | Medalla de oro   | Ocho con timonel   |
| 1982               | Lucerna (Suiza)          | Medalla de oro   | Cuatro con timonel |